# اسکوآ ولی، شهرستان فرسنو، کالیفرنیا
اسکوآ ولی، شهرستان فرسنو (به انگلیسی: Squaw Valley) یک منطقهٔ مسکونی در ایالات متحده آمریکا است که در شهرستان فرسنو، کالیفرنیا واقع شده‌است. اسکوآ ولی، شهرستان فرسنو ۱۴۶٫۶۱۸ کیلومتر مربع مساحت و ۳٬۱۶۲ نفر جمعیت دارد و ۴۹۷٫۱۳ متر بالاتر از سطح دریا واقع شده‌است.